# Houses of the Holy (canción)
«Houses of the Holy» es una canción de la banda inglesa de rock Led Zeppelin de su álbum de 1975 titulado Physical Graffiti. La pista es una canción de rock de medio tempo, pesados sonidos en el bajo y con un riff de guitarra de Jimmy Page distintivo. El sonido chillante de la batería de John Bonham se puede oír en toda la canción.
Líricamente, la canción se puede apreciar en los conciertos de Led Zeppelin. A pesar de esto, la canción nunca fue interpretada en vivo por la banda.
Aunque el nombre de la canción es «Houses of the Holy», el tema no aparece en su álbum anterior, Houses of the Holy. Fue originalmente pensada para ser la canción de ese álbum, pero fue eliminada cuando la banda decidió que no encajaba. La canción no requirió modificaciones para su inclusión en Physical Graffiti.

## Posiciones en lista

### Sencillo
| Lista (1975)                | Posición |
| --------------------------- | -------- |
| Lista de Sencillos Italiana | 27       |

## Personal
- Robert Plant - Vocalista
- Jimmy Page - Guitarra líder
- John Paul Jones - Bajo
- John Bonham - Batería

## Versiones
- Fool Killers en 1989 (The Song Retains the Name)
- Folkadelic en 1993 (The Song Retains the Same II)
- Joe Lesté en 2006 (World's Greatest Metal Tribute to Led Zeppelin)
- Jean Synodinos en 2006 (Breathe)
- The Rockies en 2006 (The Music of Led Zeppelin)
- Greg Reeves y Erica Stock en 2006 (Dub Tribute to Led Zeppelin)
- Interface en 2007 (The Many Faces of Led Zeppelin [remix])
- Varios artistas en 2007 (A Tribute to Led Zeppelin: The Essential Collection)
- Pat Travers en 2008 (Led Box: The Ultimate Led Zeppelin Tribute)